# Kim Byung-Sik
Kim Byung-Sik (født 18. november 1939) er en sydkoreansk judoka. Han vandt en bronzemedalje ved VM i judo 1967 i Salt Lake City i vægtklassen -63 kg.